# Gary Burgess
Gary Burgess (Bury, 13 de noviembre de 1975-Saint Helier, 1 de enero de 2022) fue un locutor y periodista británico. En sus últimos se estableció en las Islas del Canal, donde su trabajo independiente en la televisión regional, la radio local y un periódico lo llevó a ser conocido como un campeón comunitario que compartió abiertamente sobre su experiencias de cáncer y síndrome de fatiga crónica. Fue nombrado 'Campeón de la comunidad del año' en los premios Jersey Evening Post 2021 Pride of Jersey.

## Primeros años
Nació en Bury, Inglaterra el 13 de noviembre de 1975. A los seis años se mudó con su familia a Sudáfrica debido al trabajo de su padre. Regresó a Inglaterra a los diez años para vivir en Blackpool, donde vivían sus abuelos. Asistió a Montgomery High School, donde se unió a la estación de radio de su escuela secundaria 'MHR'. Presentó un programa de oldies dorados de una hora a las 7 am, un programa pop de una hora durante la hora del almuerzo y un boletín de noticias de diez minutos. Esto le dio el deseo de tener una carrera en los medios.

## Carrera
Después de dejar la escuela a los 17 años, comenzó su carrera como locutor en 1992, preparando tazas de té desde la 1 am hasta las 7 am durante el programa nocturno en la nueva estación Radio Wave 96.5 de Blackpool. Después de su turno allí, trabajó durante el día en un centro de llamadas. Todavía a los 17 años, pasó a presentar su propio programa. Unos años más tarde consiguió un trabajo como periodista en la sala de redacción de la estación, pasó a conducir el programa de la tarde, el programa del desayuno y luego se convirtió en controlador de programa. Estableció el récord mundial para el programa de desayuno más largo, transmitiendo durante 76 horas y recaudando decenas de miles de libras para una nueva instalación oncológica local.
También trabajó en Wire FM en Warrington, en Q96 en Renfrewshire, en Liverpool 's Juice FM y como controlador de programa de grupo para las estaciones de radio de UTV en el norte de Inglaterra.
Su primera etapa en las Islas del Canal fue en Guernsey, donde se unió a la única estación de radio comercial de la isla, Island FM, en 2003 como presentador de desayunos y director de programas, y se "enamoró" instantáneamente de la isla.
Regresó a Guernsey en enero de 2008, inicialmente sin trabajo, pero a las pocas semanas se unió a BBC Radio Guernsey para cubrir su programa de la tarde, y al cabo de un mes fue nombrado presentador de su programa de desayuno.
Burgess se mudó a la oficina de Guernsey de ITV Channel Television en 2011 ya su oficina de Jersey en marzo de 2012, donde comenzó a producir el programa de noticias nocturno de las 6 p. m. Fue finalista en los Royal Television Society Southern Awards en 2021.
Regresó a la radio comercial en 2018, uniéndose a la alineación de presentadores en Channel 103. También escribió columnas regulares para el Jersey Evening Post.
El 23 de septiembre de 2021 fue nombrado 'Campeón de la comunidad del año' en los Pride of Jersey Awards en reconocimiento a su trabajo periodístico durante la pandemia de COVID-19 en Jersey.

## Vida personal
Gary se casó con Alan, su pareja de muchos años, en 2018, convirtiéndose en la primera pareja del mismo sexo en Jersey en convertir una unión civil en matrimonio después de que la isla legalizara el matrimonio entre personas del mismo sexo. Habían celebrado una ceremonia de boda no oficial en marzo, antes de que la ley entrara en vigor.

### Enfermedad y fallecimiento
En 1999, cuando tenía 23 años, a Burgess le diagnosticaron cáncer testicular, que se extendió al pecho y los pulmones, y recibió tres meses de quimioterapia. En 2014, el cáncer había regresado a sus pulmones y en 2015 le extirparon partes del pulmón derecho. Se sometió a una nueva cirugía en agosto de 2016 para extirpar tejido canceroso entre el corazón y la tráquea. Luego se convirtió en la imagen de campañas de organizaciones benéficas contra el cáncer, incluidas Macmillan Cancer Support y Cancer Research UK.
En 2016, Burgess comenzó a sufrir de agotamiento, confusión mental, dolores de cabeza y náuseas. En enero de 2017, fue dado de baja durante 18 meses y finalmente se le diagnosticó encefalomielitis miálgica (EM), también conocida como síndrome de fatiga crónica. Creó un blog para compartir sus experiencias de vivir con la condición, y confesó tener pensamientos suicidas.
En octubre de 2019, una tomografía computarizada mostró cinco tumores inoperables entre sus pulmones y alrededor de su tráquea y esófago, que requerían terapia de rescate.
El 3 de noviembre de 2020, en medio de la pandemia de COVID-19, a Burgess le dijeron en una videollamada con su consultor de oncología en Southampton que su cáncer era terminal sin tratamiento disponible y que le quedarían entre seis y doce meses de vida. Se retiró de la transmisión en agosto de 2021 para concentrarse en su salud y bienestar. Poco después de su informe final de ITV y programa de radio, el alguacil de Jersey, Timothy Le Cocq, le otorgó un Sello de Plata en reconocimiento a su contribución a la vida en la isla.
Burgess había hablado abiertamente sobre su experiencia con el cáncer a través de un blog, artículos periodísticos y entrevistas televisivas y trató de abordar un tabú sobre la muerte.
Falleció el 1 de enero de 2022 por las complicaciones derivadas del cáncer, en Jersey Hospice Care, a la edad de 46 años.